# Elina Colomer
Elina Francisca Colomer (Buenos Aires, 1922-1987), va ser una actriu argentina. Entre 1942 i 1979 participà en 31 pel·lícules, entre les quals cal destacar Mujeres casadas dirigida per Mario Soffici i fou protagonista de Mi divina pobreza, Una viuda casi alegre, El complejo de Felipe i Escándalo nocturno. Molt popular sota el règim del general Perón, fou pública la seva relació amb Juan Duarte, Juancito, polític corrupte, secretari personal del dictador Perón, empresari cinematogràfic i germà d'Eva Duarte de Perón. La seva popularitat augmentà encara més en participar en la telesèrie la Família Falcón junt amb Roberto Escalada. Com a actriu de teatre representà entre altres: La tercera palabra, Té y simpatía, Ejercicio para cinco dedos, Vivir es formidable, Acelgas con champagne i La jaula de las locas.

## Biografia
Va destacar al teatre en obres com La tercera palabra, Corona de amor y muerte, Te y simpatia, Ejercicio para cinco dedos, Vivir es formidable, Acelgas con champagne i La jaula de las locas. Va realitzar la seva última intervenció cinematogràfica el 1979 Donde duermen dos... duermen tres, d'Enrique Cahen Salaberry, on van actuar Susana Giménez i Juan Carlos Calabró. En els seus últims anys va estar retirada de l'actuació a causa de la seva falta de veu.
Durant el govern peronista va estar vinculada afectivament a Juan Duarte que la solia sobrenomenar La Gauchita, i la seva carrera va aconseguir el seu cenit. Segons mitjans les seves cames van arribar a valer 300.000 pesos. Després de la mort de Duarte, el policia Próspero Germán Fernández Alvariño, més conegut com el Capitán Gandhi, la va interrogar de manera acosadora preguntant-li si ella també patia sífilis. Va ser durament perseguida durant la Revolució Alliberadora només per ser una de les amants de Juan Duarte juntament amb l'actriu Fanny Navarro i la vedette Maruja Montes.
El 13 de novembre de 1986 l'actriu va ser internada d'urgència a causa de complicacions en la seva salut. Va morir als 65 anys el 2 de juny de 1987 a Buenos Aires després de patir seriosos problemes cardíacs i oblidada pel mitjà artístic. Les seves restes descasan en el panteó de l'Associació Argentina d'Actors del Cementiri de la Chacarita.
En la portada del diari Clarín de Buenos Aires, Argentina del dia 3 de gener de 1987, s'informa la seva defunció, que va tenir lloc el dia anterior segurament

## Filmografia
- Cuando la primavera se equivoca (1942)
- La novia de primavera (1942)
- Claro de luna (1942)
- Tú eres la paz (1942)
- Llegó la niña Ramona (1943)
- Stella (1943)
- Son cartas de amor (1943)
- Pasión imposible (1943)
- Nuestra Natacha (1944)
- Besos perdidos (1945)
- Soy un infeliz (1946)
- Romance sin palabras (1948)
- Los secretos del buzón (1948)
- El hombre de las sorpresas (1949)
- Juan Globo (1949)
- Se llamaba Carlos Gardel (1949)
- Una viuda casi alegre (1950)
- Juan Mondiola (1950)
- El seductor (1950)
- Mi divina pobreza (1951)
- Escándalo nocturno (1951)
- El complejo de Felipe (1951)
- El gaucho y el diablo (1952)
- El conde de Montecristo (1953)
- Mujeres casadas (1954)
- Culpable (1960)
- La familia Falcón (1963)
- Bicho raro (1965)
- La familia hippie (1971)
- Donde duermen dos... duermen tres (1979)

## Televisió
- Los domingos de Pacheco (1983), en l'episodi Mi suegra esta loca... loca...loca, al costat d'Osvaldo Pacheco, Menchu Quesada, Javier Portales, Nelly Panizza i Mariquita Gallegos.
- Señor amor (1983)
- Gaspar de la noche (1982)
- La comedia del domingo (1971)
- La familia Falcón (1962)[4]
- Siempre una mujer (1960), emesa per Canal 9.

## Teatre
- La Voz de la Tórtola.
- Acelgas con champagne (1970)
- El llorón (1968), en el Teatro Empire.
- Intimidad conyugal (1967)
- ¿Quién llamó a Chiky? (1965)
- Vivir es formidable (1965), dirigida per Alberto Vega, amb Ángel Magaña i Alfonso Paso. Estrenada en el Teatro Alvear.
- Ejercicio para cinco dedos (1961)
- Mi esposo tuvo una nena (1960), amb Ricardo Lavié.
- Inquisición (1959), en el Teatro Odeón, amb Ubaldo Martínez.
- Corona de amor y muerte (Doña Inés de Portugal), (1955)
- Sueño de una noche de estudiantes (1954), junto a Jorge Lanza.
- La tercera palabra (1954) de Alejandro Casona, en el Teatre Odeón (Buenos Aires), amb José Cibrián.
- La dulce enemiga (1950), en el Teatro Smart.
- El tendero de Santo Domingo (1949) de Sixto Pondal Ríos
- La rosa azul (1947), de Eduardo Borrás, en el Teatro Empire.